# (32205) 2000 OS5
2000 OS5 (asteroide 32205) é um asteroide da cintura principal. Possui uma excentricidade de 0.24640480 e uma inclinação de 18.21099º.
Este asteroide foi descoberto no dia 24 de julho de 2000 por LINEAR em Socorro.